# Uolleggà orientale
Lo Uolleggà orientale (in amarico ምሥራቅ ወለጋ, Məśəraḳə Wäläga) è una delle zone amministrative in cui è suddivisa la Regione di Oromia in Etiopia.

## Woreda
La zona è composta da 18 woreda:
1. Bila Seyo
2. Boneya Boshe
3. Diga
4. Gida Ayana
5. Gobu Seyo
6. Guto Gida
7. Haro Limu
8. Ibantu
9. Jimma Arjo
10. Kiremu
11. Leka Dulecha
12. Limu (OR)
13. Nekemte town
14. Nunu Kumba
15. Sasiga
16. Sibu Sire
17. Wama Hagalo
18. Wayu Tuka